# San Jacinto de Wakambeis
San Jacinto de Wakambeis ist eine Ortschaft und eine Parroquia rural („ländliches Kirchspiel“) im Kanton San Juan Bosco der ecuadorianischen Provinz Morona Santiago. Die Parroquia besitzt eine Fläche von 44,38 km². Die Einwohnerzahl lag im Jahr 2010 bei 204. Die Parroquia ist Siedlungsgebiet der indigenen Volksgruppe der Shuar.

## Lage
Die Parroquia San Jacinto de Wakambeis liegt im Bergland zwischen der Cordillera Real und der Cordillera del Cóndor. Das Gebiet liegt in Höhen zwischen 680 m und 1800 m. Der Río Zamora fließt entlang der östlichen Verwaltungsgrenze in Richtung Nordnordost. Dessen linker Nebenfluss Río Kalaglas fließt entlang der westlichen und südlichen Verwaltungsgrenze anfangs nach Südosten, später nach Osten. Der etwa 1360 m hoch gelegene Hauptort befindet sich 17 km südsüdöstlich vom Kantonshauptort San Juan Bosco. Eine 9 km lange Nebenstraße verbindet den Ort mit der weiter westlich verlaufenden Fernstraße E45 (Macas–Zamora).
Die Parroquia San Jacinto de Wakambeis grenzt im Norden an die Parroquias San Juan Bosco und Santiago de Pananza, im Osten an die Parroquia San Carlos de Limón sowie im Süden und im Westen an das Municipio von Gualaquiza (Kanton Gualaquiza).

## Geschichte
Die Parroquia San Jacinto de Wakambeis wurde am 24. August 1994 gegründet (Registro Oficial N° 511).